# 送氣

不同發聲時間的輔音比較：濁音、清不送氣及清送氣音。波浪纹顯示聲帶或發聲的運作機制

送氣是一种語音學现象。

## 定义
在发送气音时，往往会产生一股明显的气流，例如英语的 t 是 [tʰiː] 。送气音的存在与否是语音学中的一个重要区分特征。在一些语言中（例：普通话、粤语、韩语），送气和不送气的区分不仅仅体现在辅音的发音方式，还可能决定词义的差异。

## 不送气
“不送气”（unaspirated）的语音实际上也会有微弱的气流只是不如送气音那么明显。

## 预送气
预送气（preaspiration）现象很罕见，例如在冰岛语里存在，如 gættir [ˈcaiʰtɪr̥]

## 应用
送气音广泛使用在各种语言里，常常与爆破音一同出现，如[kʰ tʰ pʰ dʰ]，如 tank [tʰæŋ̊kʰ]。和清辅音一起更常见。

### 书写
很少有书写系统会强调送气现象的存在，意味着不会有专门的符号表示。

#### 德语的希腊语外来词
Apotheke 的 h 代表着希腊语（apothēkē）的送气。

#### 英语外来语
Thai 

#### 班图语
班图语的拼写强调送气的辅音，如 Mthatha

### 音标

#### 国际音标
送氣音的國際音標記號是上標的小“h”，即[◌ʰ]。漢語言學界傳統上也使用左單引號（形似倒转的逗号），即[◌ʻ]，表示送氣。不送氣音一般不加特別的記號，但是在擴展國際音標中也可以用上標形的等號[◌⁼]來表記不送氣。

#### 威妥玛拼音
所有送气音加左單引號“‘”（U+2018）、右單引號“’”（U+2019）或撇號“'”（U+0027）。如“p’”，音即[pʰ]。

#### 普通话汉语拼音、耶鲁拼音，粤语粤拼
不使用特別記號，而以不同字母表示送氣或不送氣。如漢語拼音以“p”表示送氣音[pʰ]，而以“b”表示不送氣音[p]。

#### 英语DJ音标、KK音标等
无特别标记。

## 參閲
- 發聲起始時間（發聲起始時間）
- 發聲態（phonation）
- 不送氣（不送氣清輔音；Tenuis consonant）
- 清濁音